# National Basket Ball League 1901-1902
La National Basket Ball League 1901-1902 è stata la quarta edizione del campionato professionistico statunitense di pallacanestro.
Sei squadre si sono affrontate in un unico girone, per un totale di 40 partite per ciascuna squadra. I Bristol Pile Drivers vinsero il torneo, grazie a 28 vittorie e 12 sconfitte.

## Risultati
|  |    | Classifica finale 1898-1899 | V  | P  |
|  | -- | --------------------------- | -- | -- |
|  | 1. | Bristol Pile Drivers        | 28 | 12 |
|  | 2. | Camden                      | 25 | 15 |
|  | 3. | Trenton Nationals           | 23 | 17 |
|  | 4. | Millville Glassblowers      | 21 | 19 |
|  | 5. | New York Wanderers          | 18 | 21 |
|  | 6. | Philadelphia Phillies       | 4  | 35 |

## Verdetti
- Campione della National Basket Ball League: Bristol Pile Drivers.